# Ove Thomas Nicolai Krarup
Ove Thomas Nicolai Krarup, född 19 december 1799 på Åle prästgård vid Horsens, död 19 juni 1862 på Flødstrup prästgård på Fyn, var en dansk präst och lantekonom. Han var bror till Niels Bygum Christian Krarup. 
Krarup blev teologie kandidat 1823 och var 1825–1852 präst på Jylland, varifrån han förflyttades till Flødstrup. Han var inte bara en nitisk präst, utan även en verksam lantman, och det sätt, på vilket han drev prästgårdens lantbruk, väckte uppmärksamhet över hela Danmark; efter engelskt mönster införde han konstbevattning, han anställde försök med och verkade för bland annat bruk av konstgödning, odlade rotfrukter i större utsträckning och arbetade för kreaturens kraftigare näring – allt nytt i dåtidens lantbruk. Även som lantekonomisk författare inlade han sig förtjänst, han skrev flitigt i Ugeskrift for Landmænd och Ugeblad for den danske Bonde, och han utgav två självständige skrifter, Bemærkninger om vort danske Agerbrug (1861) och Om Købstædernes Skatteforhold, af en Landmand (1862).